# Powiat miejsko-uzdrowiskowy Otwock
Powiat miejsko-uzdrowiskowy Otwock – dawny eksperymentalny powiat ze stolicą w Otwocku, istniejący w latach 1952–1957 na terenie obecnego powiatu otwockiego oraz częściowo powiatu mińskiego (Sulejówek i Halinów) i miasta Warszawy (dzielnica Wesoła) w woj. mazowieckim.
Powiat powstał w dniu 1 lipca 1952 w województwie warszawskim jako jeden z czterech powiatów utworzonych po zniesieniu dużego powiatu warszawskiego (pozostałe powiaty to piaseczyński, pruszkowski i nowodworski).

## Charakterystyka
Specyfiką powiatu typu miejsko-uzdrowiskowego było utopijne wyobrażenie jego obszaru jako jednostki o jednym ośrodku miejskim, otoczonym obszernym zapleczem o charakterze uzdrowiskowym, traktowanym jednak jako jedna całość (na wzór miast-ogrodów, choć na skali powiatu). Charakterystyczną cechą takiego powiatu było też przekształcenie wchodzących w jego skład gmin w dzielnice powiatu (na wzór dzielnic miasta). Również władze były sprawowane przez dzielnicowe rady narodowe, mimo braku zwartej zabudowy bądź charakterystyki jednego wspólnego miasta. Jednak powiat miejsko-uzdrowiskowy Otwock był zaliczany do grona powiatów miejskich (grodzkich), nie ziemskich.

## Podział administracyjny
1 lipca 1952 w skład powiatu weszło jedno miasto i osiem gmin, które równocześnie przekształcono w dzielnice, składające się z 87 (dotychczasowych) gromad:
- miasto Otwock
  - z nowo włączonymi doń gromadami Świder, Świdry Wielkie i Zamlądz oraz osiedlem Teklin z gromady Mlądz;
- gmina Celestynów (siedziba Celestynów) → dzielnica Celestynów
  - 13 gromad: Celestynów, Dąbrówka, Dyzin, Glina, Jatne, Lasek, Ostrowik, Ostrów, Podbiel, Pogorzel, Ponurzyca, Regut i Tabor;
  - Ponadto fragmenty gromad[2]:
    - Bocian, Człekówka, Gózd i Skorupy – włączono do gromady Celestynów;
    - Sępochów – włączono do gromady Ostrowik;
    - Kruszowiec i Siwianka – włączono do gromady Ostrów;
    - Chrosna – włączono do gromady Ponurzyca;
    - Karpiska – włączono do gromady Regut.

- gmina Halinów (siedziba Halinów) → dzielnica Halinów
  - 18 gromad: Brzeziny, Chobot, Cisie, Desno, Długa Kościelna, Grabina, Halinów, Hipolitów, Józefin, Kazimierów, Konik Nowy, Konik Stary, Królewskie Bagno, Krzewina, Mrowiska, Wielgolas Brzeziński, Wielgolas Duchnowski i Żwirówka;

- gmina Józefów (siedziba Józefów) → dzielnica Józefów
  - 6 gromad: Dębinka, Józefów, Michalin, Nowa Wieś, Rycice i Świdry Małe;

- gmina Karczew (siedziba Karczew) → dzielnica Karczew
  - 2 gromady: Karczew i Przewóz;

- gmina Ostrowiec (siedziba Ostrowiec) → dzielnica Ostrowiec
  - 14 gromad: Brzezinka, Całowanie, Glinki, Janów, Kępa Nadbrzeska, Łukówiec, Nadbrzeż, Ostrowiec, Otwock Mały, Otwock Wielki, Piotrowice, Sobiekursk, Władysławów i Wygoda;

- gmina Sulejówek (siedziba Sulejówek) → dzielnica Sulejówek
  - 7 gromad: Cechówka, Długa Szlachecka, Grzybowa, Sulejówek, Wola Grzybowska, Żórawka i Żwir;

- gmina Wiązowna (siedziba Wiązowna) → dzielnica Wiązowna
  - 21 gromad: Aleksandrów, Boryszew, Duchnów, Dziechciniec, Emów, Góraszka, Izabela, Jabłonna, Kąck, Kopki, Majdan, Malcanów, Michałówek, Mlądz, Pęclin, Świerk, Wiązowna, Wiązowna Kościelna, Wólka Mlądzka, Zakręt i Żanęcin;

- gmina Wesoła (siedziba Wesoła) → dzielnica Wesoła
  - 6 gromad: Groszówka, Miłosna Stara, Pohulanka, Szkopówka, Wesoła i Zielona Grzybowska.

W momencie zniesienia gmin w związku z reformą reorganizującą administrację wiejską przeprowadzoną jesienią 1954, dzielnice powiatu miejsko-uzdrowiskowego Otwock – jako jedynego – nie zostały przekształcone w gromady (z gromadzkimi radami narodowymi (GRN)).

## Zniesienie powiatu
Doszło do tego (częściowo) dopiero 1 stycznia 1958 roku, kiedy powiat miejsko-uzdrowiskowy Otwock zniesiono i przekształcono go w (normalny) ziemski powiat otwocki, wyłączając z niego jednak Otwock (stał się powiatem miejskim); ponadto, kilka miejscowości (dawne gromady) z dzielnicy Wiązowna (Jabłonna, Mlądz, Świerk i Wólka Mlądzka) włączono równocześnie do Otwocka. Wszystkie dzielnice zniesiono. Cztery z nich (Józefów, Karczew, Sulejówek i Wesoła) otrzymały status osiedla, pozostałe stały się gromadami (Celestynów, Halinów, Ostrówiec i Wiązowna). Pozostały takimi do momentu zniesienia tego typu jednostki z dniem 1 stycznia 1973.